# Bill Haley & His Comets
Este artículo trata específicamente de esta banda de rock and roll. Véase Bill Haley para información biográfica sobre el propio Haley.
Bill Haley & His Comets fue una banda estadounidense de rock and roll creada en 1952 que continuó hasta la muerte de Haley en 1981. La banda, también conocida como Bill Haley and The Comets y Bill Haley's Comets u otras variaciones similares, fue uno de los primeros grupos de músicos blancos en tocar rock and roll atrayendo la atención del público de su país y de todo el mundo hacia ese nuevo estilo musical, de origen afroamericano. El líder del grupo, Bill Haley, había sido previamente un intérprete de música country y western (folclore norteamericano). Después de grabar en 1951 una versión "country" del tema "Rocket 88" (una de las canciones consideradas como iniciadoras del rock and roll), cambió su estilo para adoptar el nuevo sonido que terminaría llamándose unos años después "rock and roll".
Si bien varios de los Cometas se volvieron famosos, Bill Haley permaneció como la estrella, con su rulo sobre la frente y la banda con trajes de etiqueta y su comportamiento enérgico sobre el escenario. Fueron considerados en su tiempo tan revolucionarios como Los Beatles o Los Rolling Stones en la década de 1960.
Después de la muerte de Haley, no menos de seis grupos diferentes se han formado bajo el nombre de Cometas, todos ellos reclamando para sí ser la histórica continuación de aquel que dirigía Haley.

## ElRock Around the Clocky el estallido delrock and roll
En 1953, Haley tuvo su primer éxito nacional con una canción de su coautoría (con Marshall Lytle) titulada "Crazy Man, Crazy", una frase que Haley dijo oía decir a su público adolescente. "Crazy Man, Crazy" fue la primera canción de rock & roll en ser televisada por una cadena nacional cuando fue utilizada ese mismo año como banda de sonido de un programa de televisión protagonizado por James Dean.
A comienzos de 1954, Haley sumó a Joey Ambrose como saxo tenor y poco después dejó el sello Essex por el más importante Decca Records de Nueva York. El 12 de abril de 1954, en su primera sesión para el nuevo sello, acompañados por Danny Cedrone en guitarra eléctrica y Billy Gussak en batería (reemplazando a Boccelli), Bill Haley y sus Comets grabaron "Rock Around the Clock". Se trata del más grande éxito de Haley y una de las canciones más importantes de la historia del rock and roll. Aunque su éxito inicial fue moderado, se estima que se vendieron 25 millones de copias según el Libro Guinness de los récords.
Inicialmente "Rock Around the Clock" fue un éxito modesto. En su momento fue mucho más importante "Shake, Rattle and Roll", grabado a comienzos de 1954, con el que vendieron un millón de copias, anticipando el estallido que la banda protagonizaría al año siguiente.
A fines de 1954, Haley grabó un nuevo éxito, "Dim, Dim The Lights". Estos éxitos impulsaron a algunos DJ, entre ellos Alan Freed, a redescubrir y difundir anteriores grabaciones de la banda, entre ellas "Rock Around the Clock"..
El 25 de marzo de 1955 se estrenó la película Semilla de maldad ("Blackboard Jungle", cuya traducción textual es Jungla de Pizarrones), en la que Bill Haley y sus Cometas interpretan Rock Around the Clock como primera escena. El impacto fue grande en todo el país: el tema se convirtió en N.º 1 en las listas estadounidenses y se mantuvo en ese lugar durante ocho semanas. Era la primera canción de rock and roll en hacerlo.
Los movimientos acrobáticos de Ambrose al tocar el saxo y Lytle montando el contrabajo como si fuera un potro, fueron marcas personales de la banda en sus presentaciones en vivo. A fines de 1954, Haley y sus Cometas aparecieron en un film corto titulado Round Up of Rhythm, tocando tres temas. Se trata de la primera película de rock and roll.
En 1955, Lytle, Richards y Ambrose abandonaron la banda debido a una disputa salarial y formaron su propio grupo, The Jodimars. Haley contrató nuevos músicos para reemplazarlos: Rudy Pompilli en saxo, Al Rex (quien había estado en los Saddlemen) en contrabajo, y Ralph Jones en batería. Además Franny Beecher, quien había venido siendo primera guitarra en las grabaciones se convirtió en miembro permanente de la banda. Esta integración del grupo se volvió aún más popular y es la que aparece en las películas que se filmaron en esos años.
Otros éxitos de Los Cometas fueron "See You Later, Alligator", "Don't Knock the Rock", "Rock-a-Beatin' Boogie", "Rudy's Rock" (el primer éxito totalmente instrumental del rock and roll) y "Skinny Minnie".
En 1956, Bill Haley y sus Cometas tienen importantes roles en dos de las primeras películas de largometraje de rock and roll: Rock Around the Clock y Don't Knock the Rock.

## Declive de popularidad
Bill Haley y sus Cometas comenzaron a ver cierta pérdida de popularidad entre 1956 y 1957, desplazados por la imagen más sexual y salvaje de músicos como Elvis Presley y Little Richard, que comenzaron a dominar las listas de difusión (de todos modos la versión de Haley de "Rip It Up" de Little Richard, superó en ventas a la original).
Después del éxito de "Skinny Minnie" en 1958 Haley comenzó a encontrar dificultades para alcanzar nuevos éxitos. Ello contrastaba con el éxito internacional de la banda. En la gira por Gran Bretaña de 1957 la banda fue virtualmente asaltada por miles de seguidores en la Estación de Waterloo en Londres, hecho que los medios titularon como La Segunda Batalla de Waterloo. Manifestaciones similares se produjeron en las giras de 1958 por Australia y Argentina.
En 1960 la banda tuvo su último éxito en Estados Unidos, con la versión instrumental de "Skokiaan". A partir de entonces fracasan varios intentos del grupo para reactualizar su presencia, debido a lo cual se volcaron hacia el mercado internacional, donde continuaban siendo una banda líder en las preferencias juveniles.

## Radicación en México y década de 1960
En 1961-1962, Bill Haley y sus Cometas (así, con el nombre español que utilizaban en América Latina) firmaron con el sello mexicano Orfeón Records y obtuvieron un inesperado hit con "Twist Español", un tema cantado por la banda en español en ritmo de twist, que se encontraba de moda en ese momento. El sencillo se convirtió en el más vendido de la historia mexicana con "Florida Twist".
Aunque Chubby Checker y Hank Ballard fueron los creadores de twist, en México y el resto de Hispanoamérica, Bill Haley y sus Cometas fueron proclamados los Reyes del Twist. Gracias al éxito de "Twist Español" y "Florida Twist", entre otros, la banda se mantuvo en lo alto de las listas en México y resto de Hispanoamérica durante los años siguientes, difundiendo rock and roll en español y con sonoridad latina. Fueron los animadores de una serie de TV llamada 'Orfeon a Go-Go'. Haley, quien hablaba con fluidez el español, grabó varias canciones en español. Incluso hubo cierta experimentación para fusionar ritmos latinos, como sucedió con la balada "Jimmy Martínez", grabada sin los Cometas.
En 1966, los Cometas (sin Bill Haley) grabaron un álbum para Orfeón como músicos de sesión de Big Joe Turner, quien siempre fue un ídolo de Haley; sin embargo no realizaron ninguna interpretación conjunta de "Shake, Rattle and Roll".
En 1967, Haley, sin los Cometas, grabó en Phoenix, Arizona, una demo de una canción country llamada "Jealous Heart" acompañado por una banda de mariachis, en un estilo similar a "Jimmy Martínez" y el posterior "Rock on Baby". Después de eso, ninguna grabación nueva sería lanzada en los siguientes treinta años.

## Revival
Para fines de la década de 1960 Haley y los Cometas eran considerados viejos. Pese a ello, la popularidad de la banda nunca decayó en Europa, por lo cual el grupo firmó un lucrativo contrato con Sonet Records de Suecia en 1968, donde grabaron una nueva versión del "Rock Around the table" convirtiéndose nuevamente en hit.
En 1969 en los Estados Unidos, el promotor Richard Nader lanzó una serie de conciertos de revival de rock and roll, con bandas de los años 50 y 60. Uno de los primeros fue Bill Haley, en el Madison Square Garden de Nueva York, donde recibió una ovación de ocho minutos y medio con el público de pie. Unas semanas después grabaron el álbum en vivo Bill Haley's Scrapbook, en el club Bitter End de Nueva York.
Después de 1974 Haley tuvo problemas de impuestos en Estados Unidos, que lo llevaron a actuar sólo en Europa y a realizar una gira por América del Sur en 1975. En 1974, la versión original del "Rock Around the Clock" volvió a ser hit en Estados Unidos debido a su inclusión en las películas American Graffiti y Happy Days.

## Los últimos años de Bill Haley
En febrero de 1976, el saxofonista de Haley y su mejor amigo, Rudy Pompilli, murió de cáncer después de dos décadas de carrera con los Cometas. Haley continuó realizando giras durante el año siguiente pero su popularidad comenzó a decaer nuevamente y su presentación en Londres de 1976 recibió malas críticas de los medios. Ese año el grupo grabó un nuevo álbum, R-O-C-K. En 1977 Haley anunció su retiro y se radicó en México. De acuerdo con su biógrafo John Swenson, Haley tenía un pacto con Pompilli por el que si uno moría el otro se retiraría.
Los Cometas por su parte continuaron con sus presentaciones. En 1979, Haley fue persuadido para volver a tocar en una gira europea, y para ello renovó casi completamente a los Cometas, la mayoría británicos. Haley apareció en muchos shows de TV y en la película 'Blue Suede Shoes', filmada durante uno de sus conciertos en Londres en marzo de 1979. Durante la gira Haley grabó varios tracks que se incluirían a fin de año en el álbum Everyone Can Rock & Roll, el último suyo con grabaciones originales antes de morir.
En noviembre de 1979, Haley y los Cometas tocaron para la reina Isabel II, momento que él consideró el de mayor orgullo de su vida. Fue su última presentación en Europa.
En 1980 la banda realizó una gira por Sudáfrica pero la salud de Haley ya era débil y le fue diagnosticado un tumor cerebral. La gira fue muy cuestionada por los medios pero sus grabaciones en Johannesburgo lo muestran animado y con una buena voz.
Haley canceló varias presentaciones y volvió a su casa de Harlingen, Texas donde murió mientras dormía como consecuencia de un infarto el 9 de febrero de 1981.
Dos meses después Bill Haley & sus Cometas volvieron a ubicarse en los charts británicos con "Haley's Golden Medley", un sencillo en 45 con un compilado de sus éxitos, que llegó al puesto 50 pero no fue lanzado en Estados Unidos.
En 1987, Bill Haley fue incluido en el Salón de la Fama del Rock. En aquella época las bandas de soporte no eran incluidas. Esa política cambió luego y también se ha solicitado la inclusión de los Cometas. Bill Haley y sus Cometas han sido incluidos también en el Salón de la Fama del Rockabilly. En julio de 2005 los miembros sobrevivientes de los Cometas originales representaron a Haley cuando Bill Haley y sus Cometas fueron incluidos en el Hollywood RockWalk, una ceremonia en la que también estuvieron presentes su segunda esposa y su hija menor. Los Cometas grabaron las palmas de sus manos en cemento y se dejó un espacio en blanco para Haley.

## Los Cometas
Más de 100 músicos tocaron con Bill Haley & sus Cometas entre 1952 y la muerte de Haley en 1981. Muchos de ellos se hicieron favoritos de los fanes. Varios intentos de reorganizar a los Cometas fueron intentados en la década de 1980, incluyendo uno organizado por Joey Welz, quien formó parte de la banda brevemente en los años 60 y otro organizado por un imitador de Elvis Presley llamado Joey Rand (este grupo perdió luego un juicio sobre el derecho a usar el nombre de Cometas).
En 1987, músicos que tocaron con Haley en 1954-1955 formaron Los Cometas y aún siguen realizando presentaciones. Han grabado media docena de álbumes para pequeños sellos en Europa y Estados Unidos. Este grupo se ha presentado también como Bill Haley's Original Comets (Los Cometas Originales de Bill Haley), y en algunos casos, cuando el uso de la denominación "Cometas" se encuentra en disputa, como A Tribute to Bill Haley (Un Tributo a Bill Halley) y The Original Band (La Banda Original). La integración básica de este grupo desde 1987 a mayo de 2006 es Marshall Lytle (bajo), Joey Ambrose (saxo), Johnny Grande (piano), Dick Richards (batería) y Franny Beecher (guitarra). El cantante británico Jacko Buddin acompaña al grupo durante las giras europeas, mientras que Lytle se encarga de cantar en Norteamérica.
Otros dos grupos reclaman para sí el nombre de Bill Haley's Comets y han realizado extensas giras por Estados Unidos de los años 80. Uno de ellos está liderado or John "Bam-Bam" Lane, baterista de la banda entre 1965-68. El otro está encabezado por Al Rappa, quien tocó el bajo con Haley intermitentemente entre 1959 y 1969. Ambos reclaman el mismo nombre. Este conflicto se remonta a la época en la que ambos estaban juntos y ganaron el juicio contra Joey Rand en 1989.
En marzo y julio de 2005, el ya mencionado grupo Los Cometas, integrado por miembros de la banda de 1954-55, realizarn importantes conciertos en Nueva York y Los Ángeles organizados por Martin Lewis como parte de las celebraciones por el 50.º aniversario del rock and roll con motivo respectivamente de la proyección de la película Blackboard Jungle (Semilla de maldad), y del éxito de "Rock Around the Clock" llegando asl top del ranking. El 6 de julio de 2005, durante un concierto en Hollywood, The Comets fueron acompañados en el escenario en una canción por Gina Haley, la hija menor de Bill Haley y en marzo fueron acompañados por John W. Haley, el hijo mayor de Haley.
El 2 de junio de 2006 murió Johnny Grande, teclista de los Cometas originales (1954-55) y fundador de la banda. Poco después Franny Beecher, el guitarrista, con 85 años, anunció su retiro. Los tres Cometas restantes (Lytle, Richards y Ambrose) continúan con la banda.
El 18 de febrero de 2007 murió John "Bam-Bam" Lane pero su grupo los Bill Haley's Comets se espera que seguirán actuando.

## Discografía
Bill Haley & His Comets grabaron numerosos sencillos y álbumes. La siguiente lista incluye solo lanzamientos originales y no incluye recopilaciones o relanzamientos.

### Sencillos
como Bill Haley & the Saddlemen (y variantes)
1950
- Deal Me a Hand/Ten Gallon Stetson (Keystone 5101)
- Susan Van Dusan/I'm Not to Blame (Keystone 5102)
- Why Do I Cry Over You?/I'm Gonna Dry Ev'ry Tear With a Kiss (Atlantic 727)
- My Sweet Little Girl from Nevada/My Palomino and I (Cowboy 1701) - lanzado como Reno Browne and Her Buckaroos

1951
- Rocket 88/Tearstains on My Heart (Holiday 105)
- Green Tree Boogie/Down Deep in My Heart (Holiday 108)
- I'm Crying/Pretty Baby (Holiday 110) - with Loretta Glendenning
- A Year Ago This Christmas/I Don't Want to Be Alone for Christmas (Holiday 111)

1952
- Jukebox Cannonball/Sundown Boogie (Holiday 113)
- Rock the Joint/Icy Heart (Essex 303)
- Dance with a Dolly (With a Hole in Her Stockin')/Rocking Chair on the Moon (Essex 305)

Como Bill Haley & His Comets (y variantes)
1953
- Stop Beatin' round the Mulberry Bush/Real Rock Drive (Essex 310)
- Crazy Man, Crazy/Whatcha Gonna Do? (Essex 321)
- Pat-a-Cake/Fractured (Essex 327)
- Live it Up/Farewell-So Long-Goodbye (Essex 332)

1954
- I'll Be True /Ten Little Indians (Essex 340)
- Chattanooga Choo Choo/Straight Jacket (Essex 348)
- Thirteen Women (And Only One Man in Town)/(We're Gonna) Rock Around the Clock (Decca 29124) - "Rock Around the Clock" fue inicialmente lanzado como Lado B
- Shake, Rattle and Roll/ABC Boogie (Decca 29204)
- Dim, Dim the Lights (I Want Some Atmosphere)/Happy Baby (Decca 29317)
- Yes Indeed!/Real Rock Drive (Transworld 718)

1955
- Mambo Rock/Birth of the Boogie (Decca 29418)
- Razzle-Dazzle/Two Hound Dogs (Decca 29552)
- Burn That Candle/Rock-a-Beatin' Boogie (Decca 29713)

1956
- See You Later Alligator/The Paper Boy (On Main Street U.S.A.) (Decca 29791)
- The Saint's Rock 'n' Roll/R-O-C-K (Decca 29870)
- Hot Dog Buddy Buddy/Rockin' Through the Rye (Decca 29948)
- Rip it Up/Teenager's Mother (Are You Right?) (Decca 30028)
- Rudy's Rock/Blue Comet Blues (Decca 30085)
- Don't Knock the Rock/Choo Choo Ch'Boogie (Decca 30148)

1957
- Forty Cups of Coffee/Hook, Line and Sinker (Decca 30214)
- (You Hit the Wrong Note) Billy Goat/Rockin' Rollin' Rover (Decca 30314)
- The Dipsy Doodle/Miss You (Decca 30394)
- Rock the Joint (a.k.a. New Rock the Joint [stereo])/How Many? (Decca 30461)
- Mary, Mary Lou/It's a Sin (Decca 30530)

1958
- Skinny Minnie/Sway with Me (Decca 30592)
- Lean Jean/Don't Nobody Move (Decca 30681)
- Chiquita Linda (Un Poquito de tu Amor)/Whoa Mabel! (Decca 30741)
- Corrine, Corrina/B.B. Betty (Decca 30781)

1959
- I Got a Woman/Charmaine (Decca 30844)
- (Now and Then There's) A Fool Such as I/Where Did You Go Last Night? (Decca 30873)
- Shaky/Caldonia (Decca 30926)
- Joey's Song/Ooh! Look-a-There, Ain't She Pretty? (Decca 30956)

1960

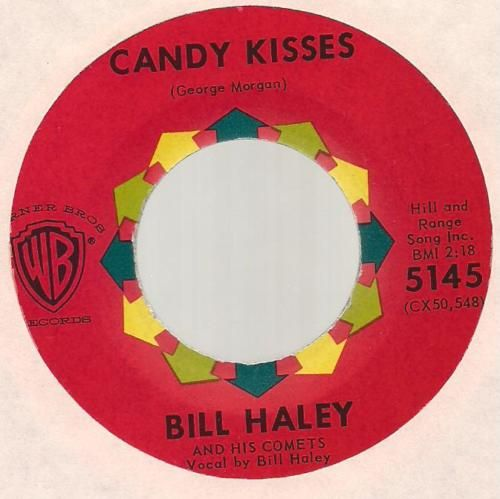
Portada de «Candy Kisses» (1960).

- Skokiaan (South African Song)/Puerto Rican Peddler (Decca 31030)
- Music! Music! Music!/Strictly Instrumental (Decca 31080)
- Candy Kisses/Tamiami (Warner Bros. Records 5145)
- Hawk/Chick Safari (Warner Bros. 5154)
- So Right Tonight/Let the Good Times Roll, Creole (Warner Bros. 5171)
- Rock Around the Clock/Shake Rattle and Roll (nuevas versiones) (Warner Bros. no. desconocido)

1961
- Honky Tonk/Flip, Flop and Fly (Warner Bros. 5228)
- Riviera/War Paint (Gone 5116)
- Twist Español/My Kind of Woman (Spanish version) (Orfeón 1010) [mayo de 1961]
- Cerca del Mar/Tren Nocturno (Orfeón 1036)
- Florida Twist/Negra Consentida (Orfeón 1047) #3-México.[3]
- Spanish Twist (English version)/My Kind of Woman (Gone 5111) [septiembre de 1961]

1962
- Caravan Twist/Actopan Twist (Orfeón 1052) #5-México.[4]
- La Paloma/Silbando Y Caminando (Orfeón 1062)
- Bikini Twist/Rudy's (Orfeón 1067)
- Mas Twist/Tampico Twist (Orfeón 1082)
- Twist Lento/Sonora Twist (Orfeón 1100)
- Martha/Tacos de Twist (Orfeón 1132)
- Jalisco Twist/Pueblo del Twist (Orfeón 1169)

1963
- Tenor Man/Up Goes My Love (Newtown 5013)
- White Parakeet/Midnight in Washington (Newhits 5014)
- Dance Around the Clock/What Can I Say (Newtown 5024)
- Tandy/You Call Everybody Darling (Newtown 5025)
- Yakety Sax (by Bill Haley & His Comets)/Boot's Blues (por Boots Randolph (Logo 7005)
- ABC Boogie (new version) (by Haley)/Rock Around the Clock (por Phil Flowers (Kasey 7006)
- Puré de papas/Anoche (Orfeón 1195)
- El Madison de la Estrella/Viajando Con el Madison (Orfeón 1229)
- Avenida Madison/Reunion de Etiqueta (Orfeón 1243)
- Limbo Rock/Ana Maria (Orfeón 1269)

1964
- Green Door/Yeah, She's Evil! (Decca 31650)
- Adiós Mariquita Linda/El Quelite (Orfeón 1324)
- Mish Mash/Madero y Gante (Orfeón 1333)
- Jimmy Martinez/Al Compás del Reloj (Orfeón 1429)

1965
- Burn That Candle (new version)/Stop, Look and Listen (APT 25081)
- Tongue-Tied Tony/Haley-a-Go-Go (APT 25087)
- A Gusto Contigo/Mish Mash (Orfeón 1570)

1966
- Land of a Thousand Dances/Estómago Caliente (Orfeón 1825)
- Rock Around the Clock/Rip it Up (nuevas versiones) (Orfeón 1894)

1968
- That's How I Got to Memphis/Ain't Love Funny, Ha Ha Ha (United Artists 50483)

1970

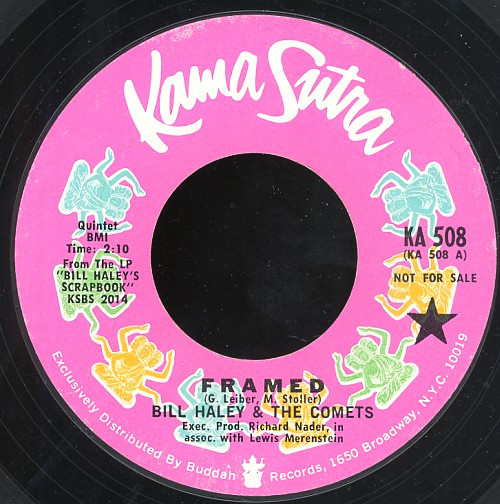
«Framed» (1970) de Kama Sutra Records

- Rock Around the Clock/Framed (versiones en vivo) (Kama Sutra 508)

1971
- Travelin' Band/A Little Piece at a Time (Janus J-162)
- Me and Bobby McGee/I Wouldn't Have Missed it for the World (Sonet 2016)

1978
- Yodel Your Blues Away/Within This Broken Heart of Mine (grabaciones pre-Cometas) (Arzee 4677)

1979
- Hail Hail Rock and Roll/Let the Good Times Roll Again (Sonet 2188)
- Everyone Can Rock and Roll/I Need the Music (Sonet 2194)

1980
- God Bless Rock and Roll/So Right Tonight (Sonet 2202)

### Álbumes
- 1954 - Rock with Bill Haley and the Comets
- 1955 - Shake, Rattle And Roll
- 1955 - Rock Around The Clock
- 1956 - Rock 'n' Roll Stage Show (Decca 8345)
- 1957 - Rockin' the Oldies (Decca 8569)
- 1958 - Rockin' Around the World (Decca 8692)
- 1959 - Bill Haley's Chicks (Decca 8821)
- 1959 - Strictly Instrumental (Decca 8964)
- 1960 - Bill Haley and His Comets (Warner Bros. 1378)
- 1960 - Haley's Juke Box (Warner Bros. 1391)
- 1961 - Twist (Dimsa 8255)
- 1961 - Bikini Twist (Dimsa 8259)
- 1962 - Twistin' Knights at the Roundtable (live) (Roulette SR-25174)
- 1962 - Twist Vol. 2 (Dimsa 8275)
- 1962 - Twist en México (Dimsa 8290)
- 1963 - Bill Haley & His Comets (compilación de tracks inéditos) (Vocalion 3696)
- 1963 - Rock Around the Clock King (Guest Star 1454)
- 1963 - Madison (Orfeón 12339)
- 1963 - Carnaval de Ritmos Modernos (Orfeón 12340)
- 1964 - Surf Surf Surf (Orfeón 12354)
- 1966 - Whiskey a Go-Go (Orfeón 12478)
- 1966 - Bill Haley a Go-Go (Dimsa 8381)
- 1968 - Biggest Hits (regrabaciones con tracks originales) (Sonet 9945); liberado en Inglaterra como Rock Around the Clock (Hallmark SHM 668) y en Norteamérica como Rockin' (Pickwick SPC 3256)
- 1968 - On Stage Vol. 1 (vivo) (Sonet SLP63)
- 1968 - On Stage Vol. 2 (vivo) (Sonet SLP69)
  - Estos dos álbumes han sido denominados de muy diversas maneras, incluidos por Janus Records como el set del álbum-doble, Razzle-Dazzle (Janus 7003).
- 1970 - Bill Haley's Scrapbook (live) (Kama Sutra/Buddah 2014)
- 1971 - Rock Around the Country (Sonet 623);
- 1973 - Just Rock 'n' Roll Music (Sonet 645);
- 1974 - Live in London '74 (live) (Antic 51501)
- 1975 - Golden Favorites (compilación con tracks inéditos) (MCA Coral 7845P)
- 1976 - Rudy's Rock: The Sax That Changed the World (con la denominación de Rudy Pompilli and the Comets; grabado sin Haley) (Sonet 696)
- 1976 - R-O-C-K (regrabaciones) (Sonet 710)
- 1978 - Golden Country Origins (grabaciones pre-Cometas) (Grassroots Records)
- 1979 - Everyone Can Rock and Roll (Sonet 808)

Otros importantes lanzamientos de álbumes del grupo incluyen Rock with Bill Haley and the Comets (Essex 102; 1954), Shake, Rattle and Roll (Decca DL5560; 1955), Rock Around the Clock (Decca DL8225; 1955) y Rockin' the Joint (Decca DL8775; 1958). Estas son todas compilaciones de materiales previos.

### Grabaciones inéditas
Como ha sucedido con Elvis Presley, Los Beatles y otros músicos de rock, existe una gran cantidad de material grabado que no fue editado en su momento y que ha venido siendo lanzado luego de la muerte de Haley. Mucho de este material son grabaciones de música country, aunque ocasionalmente han aparecido tracks de los años 50 y 60. Desde los años 90 varios sellos europeos han editados temas de Haley inéditos.
Entre los descubrimientos más notables están:
- Varias grabaciones de transmisiones de radio de 1946 realizadas por Haley con los Down Homers (editado en 2006);
- Una gran cantidad de grabaciones country-western hechas por Haley entre 1946-51, antes de formar los Cometas (muchos editados por primera vez en 2006);
- Un concierto de abril de 1955 concert en Cleveland, Ohio que incluye la primera grabación conocida del "Rock Around the Clock";
- Un concierto grabado en la gira a Alemania de 1958;
- Una transmisión radial grabada durante la gira de 1957 a Australia;
- La banda de sonido de la película de 1958 Here I Am, Here I Stay y del film corto de 1954 Round Up of Rhythm;
- Grabaciones inéditas de 1969 de las sesiones del Bill Haley's Scrapbook en el Bitter End;
- Dos versiones de "Flip Flop and Fly" de las sesiones de 1968 en United Artists;
- Discusiones de estudio y tomas alternativas de 1979 de las sesiones para grabar Everyone Can Rock and Roll;
- Demos y grabaciones alternativas de Decca y Warner Bros. en el período 1958-1961, y de otros sellos de mediados de la década de 1960;
- Dos transmisiones de 1962 para la Radio de las Fuerzas Armadas.

Un cierto número de grabaciones inéditas existe en poder de colleccionistas privados, incluyendo grabaciones privadas de conciertos realizados entre 1960 y 1970. Hasta el presente no se han descubierto versiones alternativas de los temas más famosos de Haley, como "Rock Around the Clock" y "Shake, Rattle and Roll".

### Grabaciones post-Haley
Varios miembros de los Cometas han publicados sus propios sencillos y álbumes luego de la muerte de Haley.
- La reunión de los Cometas de 1981-82 grabó el sencillo de 1982, Bring Back the Music/The Hawk Talks (Music City Records). Los músicos participantes incluyeron a Franny Beecher, Al Rappa y Joey Welz. Welz luego lanzó un sencillo sobregrabando dos demos de Haley usando en la ocasión a un grupo que dobló a los Cometas.
- La versión de Bill Haley y sus Cometas de Joey Rand grabó un álbum en la década de 1980.
- La versión de Bill Haley y sus Cometas de John Lane grabó un álbum en vivo al comienzo de los 2000, junto con un sencillo de Navidad.
- La versión de Bill Haley y sus Cometas de Al Rappa grabó varios tracks con Joey Welz.
- Los 1954-55 Comets (también autodenominados como The Original Comets) grabaron seis álbumes desde 1993:
  - We're Gonna Party! (Hydra Records, 1993)
  - You're Never Too Old to Rock (Hydra, 1994)
  - The House is Rockin (Rollercoaster Records, 1998)
  - Still Rockin' Around the Clock (Rollin' Rock Records, 1999)
  - Aged to Perfection (Rollin' Rock, 2001)
  - Bill Haley's Original Comets (CD-DVD hybrid; Bradley House Records, 2003)

El grupo también ha aparecido como artistas invitados en grabaciones de otros músicos como Andy Lee Lang, Schurli Weiss.

### Posición en las listas de Estados Unidos y Gran Bretaña
- Listas de Billboard y Cash Box:
- "Crazy Man, Crazy" - n.º 12, verano de 1953
- "(We're Gonna) Rock Around the Clock" -

1. 23 US Pop (29/05/1954)(1 semana); n.º 17 GB 12/1954

- "(We're Gonna) Rock Around the Clock" –

R'n'B n.º 3, n.º 1 EE. UU., 6/1955; , n.º 1 (8 semanas), GB, 10/1955; GB recharts n.º 5 9/1956; nº24, 12/1956; nº25 1/1957; nº20 4/1968; nº34 5/1968; nº12 GB luego nº39 EE. UU., 4/1974
- "Shake, Rattle and Roll" – n.º 7 [4/54]; n.º 4 GB, 12/1954
- "Dim, Dim the Lights (I Want Some Atmosphere)" - n.º 11, 1/1955
- "Birth of the Boogie" – nº17, 4/1955
- "Mambo Rock" – (otro lado de "Birth of the Boogie") nº17; nº14 GB, 4/1955
- "Two Hound Dogs" – n.º 9 (9/1955)
- "Razzle-Dazzle" - (Lado-A de "Two Hound Dogs") nº15, 9/1955; nº13 GB, 9/1956
- "Burn That Candle" - n.º 9, 11/1955
- "Rock-a-Beatin' Boogie" – (Lado-A de "Burn That Candle") nº23, n.º 4 RU, 1/1956
- "The Saints Rock 'n' Roll" -nº18, 4/1956 n.º 5 GB, 5/56
- "R-O-C-K" - (Lado-A de "The Saints Rock and Roll") n.º 29, 4/1956
- "Hot Dog Buddy Buddy" - nº78) - nº60, 6/1956
- "Rockin' Through the Rye" - (otro lado de "Hot Dog Buddy Buddy") n.º 3, GB, 8/1956; n.º 19 (GB), 1/1957
- "See You Later, Alligator" – n.º 6, 2/1956; n.º 7 GB, 3/1956; nº12 GB, 9/1956 (nueva entrada)
- "Rip It Up" – nº25, 8/1956; n.º 4 GB, 11/1956
- "Teenager's Mother (Are You Right?)" - (otro lado de "Rip it Up") - n.º 68, 8/1956
- "Rudy's Rock""- n.º 34; nº30 (GB), 11/1956; reentrada nº26 (GB), 12/1956
- "Don't Knock the Rock" - n.º 45, 12/1956; n.º 7, GB, 2/1957
- "Rock the Joint" (grabación de 1952) - n.º 20 GB, 2/1957
- "Forty Cups of Coffee"/"Hook, Line and Sinker" - n.º 70, 04/1957
- "(You Hit the Wrong Note) Billy Goat" - n.º 60, 6/1957
- "Skinny Minnie" - n.º 22, 5/1958
- "Lean Jean" -n.º 67, 8/1958
- "Joey's Song" - nº46, 11/1959
- "Skokiaan (South African Song)" - n.º 70, 1960
- "Haley's Golden Medley" - (edición póstuma de "Rock Around the Clock", "See You Later Alligator", "Shake, Rattle and Roll" y otras) nº50, GB, 4/1981

Bill Haley y sus Comets también alcanzaron éxitos en América Latina durante el período 1961-1966 como "Twist Español", "Florida Twist" and "Land of 1000 Dances". "Chick Safari", una grabación de 1960, alcanzó el puesto N.º 1 en la India. El sencillo "Florida Twist" y el LP Twist alcanzaron el puesto N.º 3 en México.